# Carea adoxa
Carea adoxa är en fjärilsart som beskrevs av Louis Beethoven Prout 1924. Carea adoxa ingår i släktet Carea och familjen trågspinnare. Inga underarter finns listade i Catalogue of Life.